# 中村阿紗子
中村 阿紗子（なかむら あさこ、1988年12月3日 - ）は、日本で活動していた女性アイドル。所属事務所を変えてからは仲村 安沙子（読み同じ）の名で活動していた。

## 出演
脚注の無いデータは、オフィスリングリンク所属当時のプロフィールとAmebaで公開されているプロフィールからの参考。

### Vシネマ
- 廃校（2005年、エッジ）

### テレビドラマ
- A SNOWY LETTER -雪の手紙-（2005年 - 2006年、ネット配信：SSP-TV、地上波放送：サンテレビ） - 主演・遠山春香 役

### 映画
- 花のあすか組 NEO!（2009年、GPミュージアムソフト） - アミ 役[4]

### イメージDVD
- ふわふわ。（2005年、エッジ）
- GRAZIOSO（2005年、ビーエムドットスリー）
- 好きだよ！（2006年、ビーエムドットスリー）
- あさこ日和（2008年、ビーエムドットスリー）
- Asako Smile 20!（2009年、ビーエムドットスリー）

### デジタル写真集
- あさこ日時計 vol.1・2